# 米纳斯杜利昂
米纳斯杜利昂是巴西南大河州的一个市镇。总面积424.007平方公里，总人口7728人，人口密度18.2人/平方公里。